# 유란 (요리왕 비룡)
유란은 요리왕 비룡의 등장인물 가운데 하나로, 성우는 구판에서 유키노 사츠키/문선희, 더 마스터에서 카야노 아이/장예나. 원판이름은 "메이리(チョウ・メイリィ, 周梅麗)."

## 소개
양천주가(楊泉酒家) 수석 주방장인 장룡(周瑜)의 딸. 양천주가에 입문한 풋내기 시절의 비룡(劉昴星)을 많이 도와주며 절친한 친구가 된다. 이후 비룡과의 요리여행에 동참한다.